# 178 (число)
178 (Сто сімдеся́т ві́сім) — натуральне число між  177 та  179.
- 178 день в році — 27 червня (у високосний рік 26 червня).

## В інших галузях
- 178 рік, 178 до н. е.
- NGC 178 — галактика в сузір'ї Кит.